# Warblewo (Polanów)
Warblewo (deutsch Varbelow) ist ein Dorf in Hinterpommern. Es gehört heute zur Stadt- und Landgemeinde Polanów (Pollnow) im Powiat Koszaliński (Köslin) der polnischen Woiwodschaft Westpommern.

## Geographische Lage
Warblewo liegt vier Kilometer nordöstlich von Polanów unmittelbar an der östlichen Grenze der Woiwodschaft Westpommern zur Woiwodschaft Pommern. Im Norden liegt die Nachbargemeinde Wielin (Vellin), im Osten Rochowo (Rochow), im Südosten Rzeczyca Wielka (Reetz) und im Westen und Südwesten die Stadt Polanów. Das Dorf ist über eine Stichstraße zu erreichen, die von der Woiwodschaftsstraße 205 (Koszalin (Köslin)–Polanów–Miastko (Rummelsburg (Pommern))) zwei Kilometer östlich von Polanów abzweigt. Bahnstation war bis 1945 der Ort Rochow (Rochowo) an der Reichsbahnlinie Schivelbein (Świdwin) – Bublitz (Bobolice) – Zollbrück (Korzybie). Heute besteht im zehn Kilometer entfernten Prztocko (Pritzig) Anschluss an die PKP-Linie Nr. 405 (Piła (Schneidemühl) – Miastko – Słupsk (Stolp) – Ustka (Stolpmünde)).

## Ortsname
Den Namen Varbelow (andere Form Warbelow, so wie der Name eines Dorfes bei Stolp, heute polnisch ebenfalls Warblewo) leiten Slawisten vom wendischen Wort für „Sperling“ = worbel (polnisch: wróbel) ab.

## Geschichte
Zahlreiche prähistorische Funde deuten auf eine frühe Besiedlung der Varbelower Umgebung hin. Nicht erkennbar ist eine Zugehörigkeit des Dorfes zur Herrschaft Pollnow, dagegen soll Varbelow ein Teil der von Massowschen bzw. von Lettowschen Lehen, die im angrenzenden Rummelsburger Gebiet lagen, gewesen sein. 1655/56 werden Claus von Lettow und Dubschlaff von Natzmer auf Varbelow genannt, 1756 erscheint der Name Carl Friedrich von Natzmer.
Im Jahre 1862 ist das Gut im Besitz des Oberlandesgerichtsrates Albert von Kamecke, der es 1820 von der Familie von Natzmer gekauft haben dürfte. Letzter Gutsbesitzer von 1934 bis 1945 war Fleischermeister Jarmer.
1818 lebten in Varbelow 81 Einwohner. Ihre Zahl stieg 1895 auf 106 und belief sich 1939 auf 120.
Vor 1945 war Varbelow eine Gemeinde im Amtsbezirk Vellin (heute polnisch: Wielin). Das Standesamt, das früher ebenfalls in Vellin angesiedelt war, war nach Jatzingen (Jacinki) verlegt worden. Amtsgerichtsbereich war Pollnow. Varbelow lag im Landkreis Schlawe i. Pom., unmittelbar an der Grenze zum Landkreis Rummelsburg i. Pom. im Regierungsbezirk Köslin der preußischen Provinz Pommern. Die Ortschaften Sandkathen, Glashütte und Marienhütte (Gorzęcin) waren in die Gemeinde integriert.
Als am 27. Februar 1945 Truppen der Roten Armee in das Pollnower Gebiet einrückten, wurde Varbelow – abseits des Straßenverkehrs gelegen – weder angegriffen noch beschossen. Einige Einwohner hatten sich schon vorher auf die Flucht begeben, wurden aber später bei Stolpmünde aufgegriffen und zur Rückkehr gezwungen.
Das Dorf Varbelow kam unter dem Warblewo unter polnische Verwaltung und wurde ein Teil der Stadt- und Landgemeinde Polanów im Powiat Koszaliński der Woiwodschaft Westpommern (bis 1998 Woiwodschaft Köslin).

## Kirche
Vor 1945 war die rein evangelische Bevölkerung von Varbelow in die Kirchengemeinde Vellin (Wielin) eingepfarrt. Der Kirchgang dorthin betrug drei Kilometer. Die Kirchengemeinde Vellin war bis in die 1930er Jahre selbständiges Kirchspiel im Kirchenkreis Rummelsburg der Kirche der Altpreußischen Union. Danach war Vellin mit der Kirchengemeinde Gerbin (Garbno) in das Kirchspiel Pollnow integriert, das zum Kirchenkreis Schlawe gehörte. Die Kirchengemeinde Vellin zählte 1940 insgesamt 448 Gemeindeglieder.
Varbelow verfügte damals über einen eigenen Friedhof, der im Südwesten des Dorfes am Waldrand lag.
Heute ist die Bevölkerung von Warblewo überwiegend römisch-katholischer Konfession. Der Ort gehört jetzt zur Parochie Polanów im gleichnamigen Dekanat im Bistum Köslin-Kolberg der Katholischen Kirche in Polen. Die evangelischen Einwohner werden vom Pfarramt Koszalin (Köslin) in der Diözese Pommern-Großpolen der Evangelisch-Augsburgischen Kirche in Polen betreut.

## Schule
Die im 19. Jahrhundert in roten Backsteinen gebaute Schule lag an einem kleinen Dorfteich im Ostteil des Dorfes. Auch nach dem Kriege konnte das Gebäude noch als Unterrichtsstätte genutzt werden. Vor 1945 wurden in der einklassigen Schule etwa 40 Kinder unterrichtet.